# تام آکرلی
توماس فرانسیس مایکل آکرلی (به انگلیسی: Thomas Francis Michael Ackerley؛ زادهٔ ژوئن ۱۹۹۰) تهیه‌کننده فیلم، بازیگر و دستیار سابق کارگردان انگلیسی است. او شرکت لاکی‌چاپ انترتینمنت را با همسرش مارگو رابی تأسیس کرد. آن‌ها با هم چندین فیلم و مجموعه تلویزیونی از جمله فیلم‌های برنده جایزه اسکار، من تونیا هستم (۲۰۱۷) و زن جوان آتیه‌دار (۲۰۲۰) را تولید کرده‌اند.

## اوایل زندگی
آکرلی در ژوئن ۱۹۹۰ در ساری انگلستان به دنیا آمد. او در گیلفورد انگلستان بزرگ شد و به دانشگاه گودالمینگ رفت.

## فعالیت حرفه‌ای
آکرلی کار سینمایی خود را به عنوان بازیگر میهمان در سه قسمت اول مجموعه فیلم‌های هری پاتر آغاز کرد. پس از وقفه‌ای کاری در سینما و تلویزیون، آکرلی به عنوان تهیه‌کننده فیلم‌هایی مانند گامبیت (۲۰۱۲) و شتاب (۲۰۱۳) به این صنعت بازگشت. از سال ۲۰۱۲ تا ۲۰۱۶، آکرلی همچنین به عنوان دستیار کارگردان برای مجموعه‌ها و فیلم‌های مختلف تلویزیونی، از جمله غرور، سوئیت فرانسوی، دو چهره ژانویه (همه در سال ۲۰۱۴ منتشر شد) و مکبث (۲۰۱۵) کار کرد.
در سال ۲۰۱۴، او و همسر آینده‌اش مارگو رابی، در کنار دوستان دوران کودکی‌شان، سوفیا کر و جوزی مک نامارا، شرکت لاکی‌چاپ انترتینمنت را تأسیس کردند. این شرکت فیلم‌هایی مانند من تونیا هستم (۲۰۱۷)، زن جوان آتیه‌دار (۲۰۲۰) و همچنین باربی (۲۰۲۳) را تولید کرده‌است.

## زندگی شخصی
آکرلی در سال ۲۰۱۳ با بازیگر استرالیایی مارگو رابی در صحنه فیلمبرداری سریال سوئیت فرانسوی ملاقات کرد. آنها در یک مراسم خصوصی در خلیج بایرون، نیو ساوت ولز، در دسامبر ۲۰۱۶ ازدواج کردند. از سال ۲۰۲۱، آنها در لس آنجلس زندگی می‌کنند.